# Liss Lars Olsson

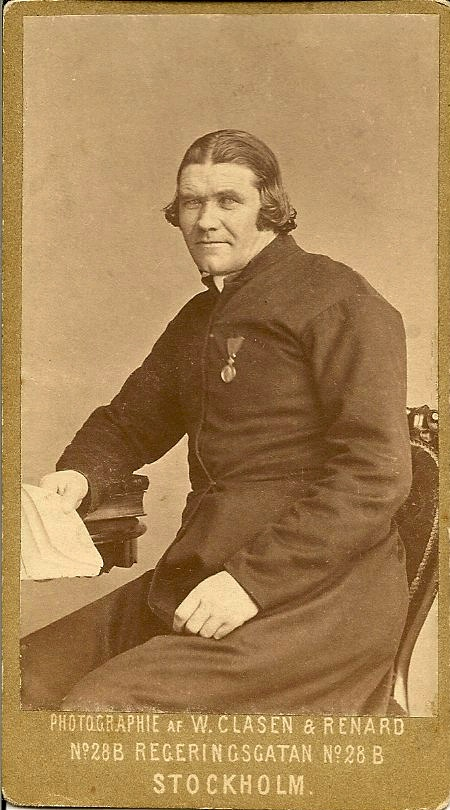
Liss Lars Olsson i Västanor fotograferad 1866 av W Clasen & Renard.

Liss Lars Olsson (i riksdagen kallad Olsson i Västanor), född 8 december 1812 i Leksands församling, Kopparbergs län, död där 11 mars 1876, var en svensk politiker. Han var far till riksdagspolitikern Liss Olof Larsson.
Liss Lars Olsson företrädde bondeståndet i Ovan- och Nedansiljans fögderier vid ståndsriksdagarna 1844/45 och 1859/60. Han företrädde Nedansiljans fögderi 1847/48, 1850/51 och 1856/58 samt företrädde Gagnefs, Leksands, Åls,  Bjursås, Rättviks och Ore tingslag 1862/63. Vid ståndsriksdagen 1865–1866 företrädde han Leksands, Åls och Bjursås samt Gagnefs tingslag.